# 한일호-충남함 충돌 사고
한일호-충남함 충돌 사고(韓一號忠南艦衝突事故)는 1967년 1월 14일 21시 54분경 경상남도 창원군 천가면(현 부산광역시 강서구 가덕도동) 가덕도 서쪽 1.6km 해상에서 여수항을 출발하여 부산항으로 가던 정기 여객선 한일호가 기지로 복귀하던 진해 해군기지 소속 구축함 충남함과 충돌, 침몰하여 93명의 인명 피해를 낸 사고이다.

## 사고 경위
제원 비교
두 선박의 제원은 다음과 같다.
| 선명   | 함종       | 용도   | 톤수    | 마력       | 속도   | 선장 | 선폭 | 선령   |
| ------ | ---------- | ------ | ------- | ---------- | ------ | ---- | ---- | ------ |
| 한일호 | 기선       | 여객선 | 140톤   | 150마력    | 9노트  | 28 m | 5 m  | 11년   |
| 충남함 | 호위구축함 | 전투함 | 1,900톤 | 12,000마력 | 20노트 | 91 m | 11 m | 3년 반 |

경과
진해 해군기지 소속으로 동해 경비 임무를 수행하고 모기지로 복귀하던 충남함은 사고 당일 오후 9시 49분경 시속 15~19노트 정도의 속도로 가덕도 서쪽 해상을 지나고 있었다. 그 때 140도 방향에서 시속 10노트 정도의 속도로 남하하는 목조 여객선 한일호를 발견, 충돌 위험을 감지한 뒤 여객선에 위험을 알리는 경적 신호를 보내고 추진력을 후방으로 돌려 급정거하며 항로 변경을 시도하였으나 항속하던 관성의 힘 때문에 배를 제대로 세우지 못하였다. 그리고 21시 54분경 140톤급의 목조 여객선 한일호는 뱃머리가 2,500톤급 군함 충남함의 왼쪽 옆구리를 들이받고 반파되어 10분간 떠돌다가 그대로 가라앉고 말았다.
이 사고로 한일호에 타고 있던 승객 87명 가운데 12명이 구조되고 13명이 사망, 62명이 실종되었으며, 충남함은 별다른 피해를 입지 않았다. 이후 초기 발표에서 집계되지 않은 탑승객 수가 확인되고 실종자의 시신이 인양되는 등 실종 및 사망자가 추가로 확인되어 최종 인명 피해자는 93명으로 집계되었다.

## 사고원인 및 논란

### 사고 원인
사고 초기 검찰은 한일호와 충남함 양측에 모두 과실이 있는 것으로 추정하였으나, 한일호의 선체를 인양한 후 수중검증과 재검증을 실시한 결과 사전에 변침 신호(기적)를 울리지 않았고, 부득이한 이유없이 한일호의 뱃머리를 가로지르려 했으며, 충돌을 피하기 위한 최선의 조치를 소홀히 하는 등 충남함측에 중과실이 있었고, 이로 인해 한일호는 미처 피할 틈도 없이 충남함과 충돌했던 것으로 결론내렸다.

### 논란
1월 16일에는 사고 사실이 사고 후 10시간 늦게 발표되었고 사고 경위도 석연치 않으며, 대형 참사라 국민의 관심이 크다는 보도가 있었다. 해군당국에서 사고 경위를 설명하였으나, 군함측의 과실에 대해 해운업계와 의견이 엇갈렸다. 연안 여객선 선주들은 선체를 인양하여 감정해 줄 것을 관계당국에 요구하였다. 1월 18일 부산 지방해양심판위원회에서는 충남함이 30%, 한일호가 70%의 과실이 있으며, 선체 감정을 거쳐 최종 결론을 내리겠다고 발표하였다. 한일호의 승객들이 갑판에서 구조를 요청하는데도 10여 분동안 써치라이트만 비추고 구조를 하지 않은 점, 선박이 많은 곳을 빠른 속도로 항해한 점 등의 충남함의 과실이 지적되기도 했다.
유족들은 1월 17일 정확한 침몰 경위를 밝힐 것을 포함한 6개항의 요구 조건을 제시하면서 합동위령제를 거부하였다.
1월 19일 한일호가 인양되었고, 부산지검은 인양된 한일호를 압류하여 검증하였다. 침몰 시각을 알 수 있는 중요한 증거물인 시계가 인양 후 사라졌으나, 검찰은 이미 찍어 둔 사진을 토대로 사고의 원인이 충남함에 있다는 결론을 내렸다.
구명 시설에 대한 점검에서 한일호는 176개의 구명대를 갖추어야 하나 실제로는 10개만 실었던 것이 드러났다.
5월 14일, 부산지방해난심판위원회에서는 한일호가 해상충돌예방법을 위반하였다고 재결하였다.

### 재판
3월 2일, 한일호 사건에 대한 첫 공판이 열렸다.
4월 3일, 한일호 승객 유족들은 정부를 상대로 민사 소송을 제기하였다. 유족들의 소송은 총 70여 건에 달하였다.
4월 24일 부산지법대법정에서 열린 한일호 사건에 대한 공판에서, 한일호의 갑판장과 조타수에 각각 금고 2년을, 사무장에 금고 1년 6개월을 선고하였다.
1967년 12월 진해함대사령부에서 열린 군사재판에서는, 충남함은 규정을 따랐으며, 과실을 인정할 수 없다는 판결을 내렸다.
1970년 10월 1일 대법원은 한일호 승객 유족들이 대한민국 정부를 상대로 낸 손해배상 청구 소송에서 이 사건은 한일호와 충남함의 공동 과실로 인한 것이라고 판결하였다.

## 일화
사건을 수사하던 과정에서 한일호의 엔진은 1953년 부산 다대포 앞바다에서 침몰한 창경호의 것을 재생했다는 사실이 밝혀지기도 하였다.